# Eklekticism

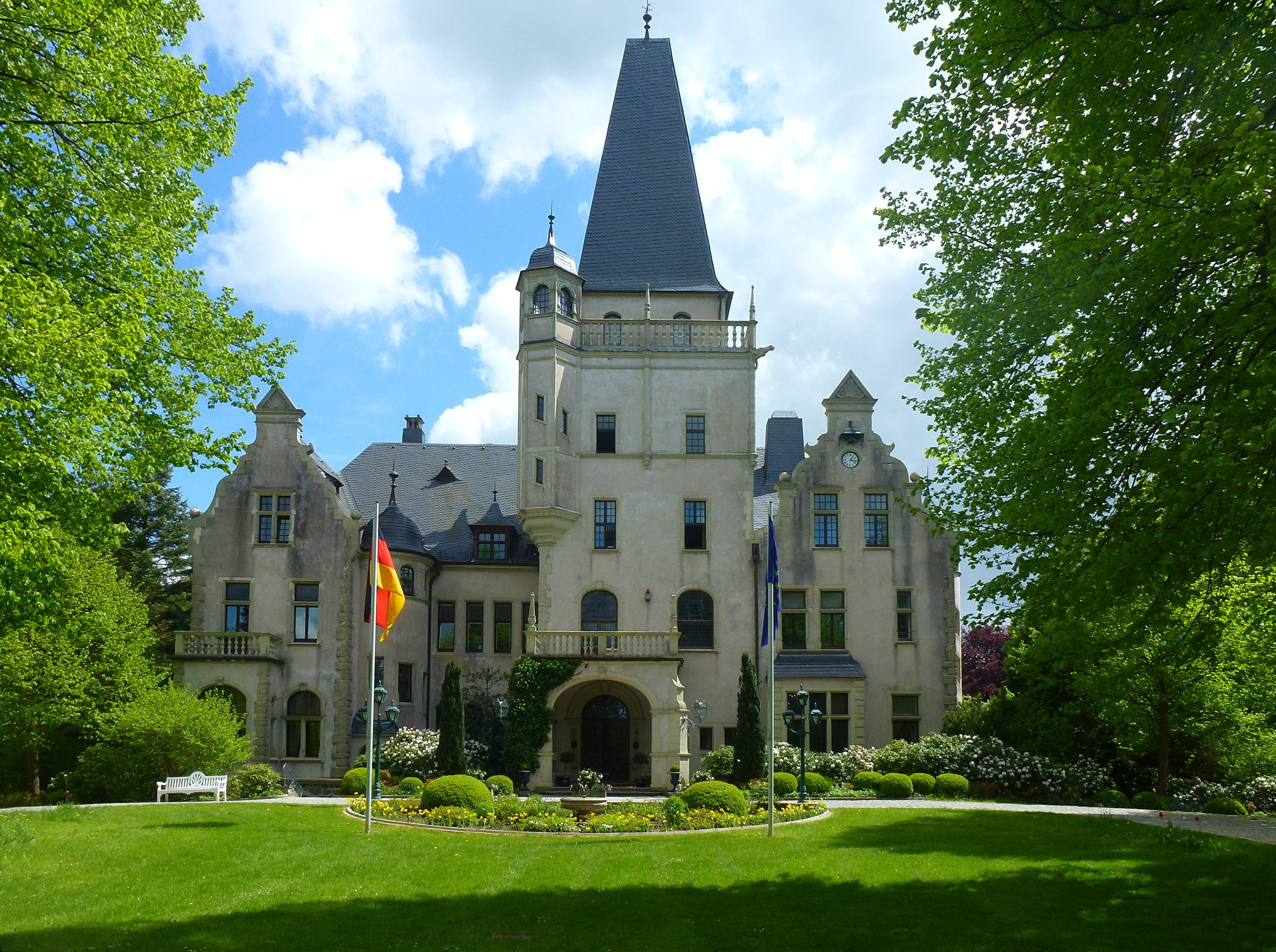
Tremsbüttels slott i Schleswig-Holstein, ett exempel på eklekticistisk arkitektur.

Eklekticism (av grek. eklektikos "utväljande"), stilblandning, är egenskapen hos vissa konstriktningar och läror att ha tillkommit genom ett osjälvständigt sammanförande av element från olika håll. Begreppet används ibland något nedsättande om teorier som tagit element från flera andra teorier. Eklekticism kan också ses som något positivt så länge man vet vad man gör och inte gifter samman motstridiga teser. Många nya teorier växer fram när forskare parar ihop teser med ursprung i skilda teorier samtidigt som forskaren också finner helt nya.
Ett exempel på en eklektisk teori är John Harry Dunnings teori om internationell produktion (eclectic theory of international production). Dunning använder inte begreppet eklektisk i någon värderande bemärkelse.
Inom filosofi kallas "eklektisk" ibland även "multifaktoriell", och en eklektisk analys karakteriseras där av att man analyserar en helhet såsom summan av dess delar, och alltså inte beaktar dess rörelseriktning (filosofiriktning). Ett eklektiskt tänkande betraktas ofta som motsatsen till ett dialektiskt (där argument/filosofiriktningar ställs mot varandra).
Inom arkitektur används uttrycket för det sena 1800-talets stilblandningar av exempelvis barock, gotik, renässans och jugend.